# Кулябинский сельсовет (Новосибирская область)
Куля́бинский сельсове́т — сельское поселение в Кыштовском районе Новосибирской области.
Административный центр — село Куляба.

## География
Территория поселения общей площадью 53,739 км² расположена на расстоянии 642 километров от областного центра, в 42 километрах от районного центра и в 200 километрах от ближайшей железнодорожной станции Чаны, поэтому занимает не очень выгодное экономико-географическое положение.

## История
Кулябинское сельское поселение (сельсовет) образовано в 1954 году.

## Население
| 2002 | 2007 | 2010 | 2012 | 2013 | 2014 | 2015 |
| ---- | ---- | ---- | ---- | ---- | ---- | ---- |
| 782  | ↘611 | ↘537 | ↘508 | ↘483 | ↘472 | ↘465 |
| 2016 | 2017 | 2018 | 2019 | 2020 | 2021 |      |
| ↘463 | ↘444 | ↘438 | ↘410 | ↘382 | ↘361 |      |

Этнический состав населения: в основном русские.

## Состав сельского поселения
| № | Населённый пункт | Тип населённого пункта          | Население |
| - | ---------------- | ------------------------------- | --------- |
| 1 | Комаровка        | деревня                         | ↘43       |
| 2 | Куляба           | деревня, административный центр | ↘218      |
| 3 | Понькино         | деревня                         | ↘38       |
| 4 | Чернаковка       | село                            | ↘238      |